# نگین رسولی‌پور
نگین رسولی‌‌پور خامنه معروف به نگین رسولی‌‌پور (زاده ۱۶ دی ۱۳۷۸ در تهران) بازیکن بسکتبال اهل ایران و عضو تیم ملی بسکتبال ایران است. وی در پست پاور فوروارد بازی ‌می‌کند.
او همچنین عضو تیم ملی بسکتبال ۳ نفره زنان ایران است.رسولی پور از سال ۱۳۹۵ به عضویت تیمهای ملی رده های پایه درآمد و از سال ۱۳۹۸ عضو تیم ملی بزرگسالان شد.

## افتخارات
۱-حضور در بازی‌های المپیک تابستانی جوانان ۲۰۱۸ 
۲-مقام دوم کاپ آسیا دسته دوم (دیویژن B) 